# NGC 66
NGC 66 (другие обозначения — ESO 473-10, MCG −4-2-2, AM 0016-231, IRAS00165-2312, PGC 1236) — спиральная галактика с перемычкой (SBb) в созвездии Кит.
Открыта Франком Муллером в 1886 году. Содержит обширные области ионизированного водорода. Размер галактики, с учётом удаления и известной на момент оценки скорости расширения вселенной составляет 130000 световых лет. В галактике имеется источник радиоизлучения, не совпадающий с центром галактики. В одном из спиральных рукавов галактики также обнаружен источник инфракрасного спектра.
Этот объект входит в число перечисленных в оригинальной редакции «Нового общего каталога».